# BSC Rehberge
BSC Rehberge is een Duitse voetbalclub uit het Berlijnse stadsdeel Berlin-Wedding.

## Geschiedenis
Na het einde van de Tweede Wereldoorlog werd de club SG Rehberge opgericht. Voor de oorlog bestond de club nog niet, maar de meeste spelers waren voorheen lid van BFC Columbia 1935 en Helios 1919 Berlin. Op 3 april 1947 werd de voetbalafdeling zelfstandig als BFC Rehberge, terwijl de rest van de sportclub als SC Rehberghe verderging. Beide clubs fuseerden in 1951 tot het huidige BSC Rehberge.
In 1950 was de club begonnen in de Amateurliga Berlin, toen de tweede klasse in Duitsland. Nadat een paar keer de degradatie vermeden werd eindigde de club vierde in 1954 en 1955. In 1959 degradeerde de club. Ze konden terugkeren in 1965, inmiddels was de Amateurliga nog maar de derde klasse. Na twee seizoenen degradeerde de club weer en ze keerden nog eenmalig terug in 1973/74. Hierna werd de Amateurliga afgeschaft en vervangen door de Oberliga Berlin, na de invoering van de 2. Bundesliga. Hier kon de club zich één seizoen voor plaatsen in 1983/84. Hierna verzond de club in de anonimiteit. In 1997/98 speelden ze één seizoen in de Berlin-Liga, de huidige hoogste klasse van Berlijn, destijds nog de vijfde klasse in Duitsland.